# 李濙
李濙（1443年—1513年），字宗禹，一字原潔，河南開封府祥符縣人，民籍，明朝政治人物。

## 生平
成化七年（1471年）辛卯科河南鄉試第七十三名舉人。成化十七年（1481年）中式辛丑科會試第二百十七名，三甲第一百八十三名進士。久之，拜南京户科给事中，以事降补肥乡县丞，以母忧归。正徳八年癸酉年卒，年七十一。

## 家族
曾祖李成；祖父李榮，封監察御史；父李芳，母晏氏。